# Dermacentor nuttalli
Dermacentor nuttalli är en fästingart som beskrevs av Olenev 1928. Dermacentor nuttalli ingår i släktet Dermacentor och familjen hårda fästingar. Inga underarter finns listade i Catalogue of Life.